# Fantastic Four (musikalbum)
Fantastic Four är det svenska indierockbandet Firesides debutalbum, utgivet 1994 på skivbolaget A West Side Fabrication. Skivan blev bandets sista för bolaget.
Fyra år senare utgavs skivan på nytt av amerikanska Crank! och svenska Startracks med en annan låtordning än originalversionen. Nyutgåvan var även ommixad och remastrad och hade försetts med ett nytt omslag.

## Låtlista

### Originalversionen
Text: Kristofer Åström, musik: Fireside.
1. "Sparkler"
2. "Throwstar"
3. "Sorrier"
4. "Jupiter"
5. "Jerricco"
6. "Goatgob"
7. "The Monster Song"
8. "Killerwood"
9. "Slack"
10. "Pete"
11. "Styrofoam"
12. "Downer"
13. "Al Tonno Q"
14. "Slipper Hero"

### Crank!-versionen
1. "Sparkler"
2. "Throwstar"
3. "Sorrier"
4. "Jupiter"
5. "Jerricco"
6. "Goatgob"
7. "The Monstersong"
8. "Pete"
9. "Styrofoam"
10. "Slipper Hero"

## Medverkande
- Fredrik Granberg - trummor
- Pelle Gunnerfeldt - gitarr, producent
- M. Heinonen - foto
- Frans Johansson - bas
- Kristofer - foto
- Karin Larsson - omslag (nyutgåvan)
- Kjell Nästén - inspelning
- Henrik Walse - omslag (nyutgåvan)
- Kristofer Åström - sång, gitarr

### Fotnoter
1. 1 2 3  ”Fantastic Four”. Discogs.com. http://www.discogs.com/Fireside-Fantastic-Four/release/1861228. Läst 21 maj 2012.